# Grigol Mgaloblisjvili
Grigol Mgaloblisjvili (გრიგოლ მგალობლიშვილი), född 7 oktober 1973, är en georgisk politiker och diplomat. Mgaloblisjvili var Georgiens premiärminister från 1 november 2008 till 6 februari 2009. Han efterträddes på posten av Nikoloz Gilauri.